# یالچی‌گولوو
یالچی‌گولوو (انگلیسی: Yalchigulovo) یک شهرک در شهرستان اوچالینسکی استان باشقیرستان کشور روسیه است.